# Rytmeguitarist
En rytmeguitarist akkompagnerer anden musik, f.eks. sang eller leadguitar, på guitar. Mange blues, pop- og rockgrupper har både en rytmeguitarist og en leadguitarist. En rytmeguitarist spiller oftest blot akkorder (eller riffs i heavy metal-bands), mens leadguitaristen kan skalaimprovisere over det. Visse rytmeguitarister er også sangere i deres band, såsom Bruce Welch fra The Shadows, Paul Stanley fra Kiss, John Lennon fra The Beatles og James Hetfield fra Metallica. Omvendt betragtes nogle rytmeguitarister som frontfigurer for deres band, selvom de ikke synger, eksempelvis Scott Ian fra Anthrax og Jon Schaffer fra Iced Earth.
| Musik | Spire Denne musikartikel er en spire som bør udbygges. Du er velkommen til at hjælpe Wikipedia ved at udvide den. |